# Lennart Pålsson (civilingenjör)
Lennart Paul Pålsson, född 3 september 1920 i Fors församling i Eskilstuna i Södermanlands län, död 24 juli 2009 i Oscars församling i Stockholm, var en svensk civilingenjör och under många år verksam vid Bofors.

## Biografi
Pålsson tog studentexamen i Eskilstuna 1937 och civilingenjörsexamen vid Kungliga Tekniska Högskolan i Stockholm 1943. Han var 1943–1945 anställd vid Bolinder-Munktell och tjänstgjorde 1945–1960 vid Försvarsmaterielsektorns utvecklingsavdelning på Bofors, där han snart erhöll en chefsbefattning. Åren 1960–1964 var han fabrikschef vid Svenska Ackumulator AB Jungner i Oskarshamn. Han tjänstgjorde 1964–1982 åter vid Bofors, från 1968 som artilleridirektör (vilket innebar chefskap över Bofors Försvarsmateriel). Vid den här tiden rådde en långsiktig och väl fungerande materielplanering inom krigsmakten och Bofors kunde under Lennart Pålssons ledning utveckla, tillverka och marknadsföra högkvalitativ försvarsmateriel. Detta skedde i ökande utsträckning genom samarbete med andra företag i Sverige och utomlands. Härmed tillfördes det svenska försvaret vapensystem av världsklass och det medförde också stora exportframgångar för Bofors.
Lennart Pålsson invaldes 1974 som ledamot av Kungliga Krigsvetenskapsakademien.

## Boforsaffären
I sin roll som chef vid Bofors figurerade Pålsson i Boforsaffären. Den 22 december 1989 fälldes Pålsson, tillsammans med direktörskollegorna vid Bofors Martin Ardbo och Hans Ekblom, för varusmuggling och dömdes till villkorlig dom av Stockholms tingsrätt. Åtalet gällde smuggling av Robot 70 till Dubai och Bahrain via Singapore, som till skillnad mot gulfstaterna var ett godkänt mottagarland för svenska vapen. De tre direktörerna fick betala kostnaderna för sina försvarsadvokater.[källa behövs]